# Castro Valnera
Le Castro Valnera est une montagne de la cordillère Cantabrique, dans le Nord de l'Espagne, tout près de Santander. Il atteint 1 718 mètres d'altitude.

## Géographie

### Géomorphologie
Surmontant des strates calcaires, la roche qui constitue le sommet est un grès très friable. Ces roches ont subi une forte érosion provenant :
- de la proximité de l'océan, conférant une pente marquée aux cours d'eau du versant atlantique (occidental) ;
- des précipitations abondantes, également dues à la proximité de l'océan et favorisant l'érosion fluviale ;
- de l'impact des anciens glaciers (vallées en auge du versant oriental).

Falaises, ravines et crêtes acérées entourent le sommet.

### Végétation
Le versant occidental est dépourvu de forêt : trop incliné (falaises dans le haut) et/ou trop pâturé (les rares replats du haut et tout le bas, abondamment herbeux). Le sommet et le versant sud sont également pâturés. Le versant oriental abrite une hêtraie dans le fond de deux vallées en auge, le bas étant occupé par d'anciens près de fauche.

### Climat
Le Castro Valnera est soumis à un climat sub-océanique de montagne. Sa pluviométrie est de l'ordre de 150 à 200 cm/an, l'amplitude thermique est modérée entre l'été et l'hiver (12 degrès entre janvier et juillet). L'enneigement peut être abondant, en altitude, avec risque avalancheux marqué sous les plus hauts sommets.

## Randonnée
Un mince sentier permet d'accéder au sommet depuis l'aérienne crête et le col au nord. Il n'existe pas de sentier mais des passages entre de petites falaises côté sud. L'accès par les versants ouest et est se fait en escalade. Par temps de pluie, de brouillard ou d'avalanches, le Castro Valnera est une montagne fort périlleuse en dépit de son altitude modeste. Il constitue une superbe balade par beau temps, avec un abîme aux pieds et la mer à l'horizon.